# Antonina Petrova
Antonina Petrova (em russo: Антонина Петрова; 14 de março de 1915 - 4 de novembro de 1941) foi uma partisan soviética e médica, condecorada postumamente com o título de Herói da União Soviética, em 8 de abril de 1942, por se matar para evitar ser capturada e interrogada pelos alemães depois de ficar sem munição.

## Primeiros anos
Antonina Petrova nasceu em 14 de março de 1915 em Streshevo, São Petersburgo, em uma família de camponeses russos. Depois de terminar o curso de comércio, trabalhou como costureira e depois em um albergue - também trabalhou no Komsomol como contadora. Era conhecida por seus colegas como uma pessoa séria, que registrava as atas das reuniões e raramente falava muito.

## Segunda Guerra Mundial
Imediatamente após a invasão alemã da União Soviética em junho, ela ingressou em cursos de enfermagem. Depois de conclui-los, ela pediu para ser designada para um batalhão como enfermeira. A unidade para a qual ela foi designada frequentemente sabotava estradas e atacava as formações do exército do Eixo pela retaguarda, bem dentro do território controlado pelo inimigo. Em sua primeira missão, eles foram designados para identificar a localização das forças inimigas se aproximando de Luga e, em seguida, atacar. Depois de implorar a seu comandante para deixá-la participar da emboscada, eles se esconderam em arbustos perto de uma estrada enquanto esperavam a aproximação de um carro com soldados alemães. Quando o carro se aproximou, vários membros do regimento atacaram e Petrova jogou uma granada na frente do carro para que os fuzileiros atirassem nos ocupantes. Depois de retornar dessa missão em agosto, ela foi transferida para o 2.º Destacamento Partidário sob o comando de Ivan e Stanislav Poleyko, que eram irmãos - a unidade consistia em apenas 27 pessoas. Em um grupo com sete outros destacamentos partidários, eles plantaram minas terrestres em um campo e cortaram linhas telefônicas e telegráficas. De agosto ao início de outubro, o destacamento instalou minas nas estradas Tolmachevo - Osmino e Luga - Lyady, danificou os trilhos da ferrovia Tolmachevo-Mshinskaya e abateu quatro aeronaves. Mais tarde, em outubro, eles destruíram seis pontes, incluindo uma na vital ferrovia Leningrado-Vitebsk. Petrova participou de quase todas as operações militares do destacamento e realizou várias missões de reconhecimento. Em uma missão, após saber da chegada de um esquadrão contrário, ela informou ao resto de seu destacamento que se preparasse, resultando na sobrevivência de todos os membros do destacamento naquele dia.
No final de outubro, o destacamento foi implantado na estação de Mshinskaya, mas o Eixo descobriu esse movimento. Em 4 de novembro, onze dos guerrilheiros que estavam estacionados em seu acampamento foram abordados por um grande destacamento de tropas do Eixo. Em número muito inferior, a maioria dos guerrilheiros foi morta enquanto fugia da área, mas Petrova pegou uma metralhadora e começou a atirar nos combatentes inimigos até ficar sem munição. Não tendo o armamento disponível, vários soldados do Eixo correram em sua direção, tendo Petrova atirado em si mesma para evitar a captura. Por fazer isso, ela foi condecorada postumamente com o título de Herói da União Soviética em 8 de abril de 1942 por decreto do Soviete Supremo. Um memorial foi construído onde os guerrilheiros foram mortos. Petrova foi homenageada com vários memoriais, bem como uma rua, um grupo de jovens pioneiros e uma escola secundária renomeada em sua homenagem.